# Роман Казаков
Рома́н Казако́в (сценический псевдоним, настоящее имя Руви́м Во́льфович Бронште́йн; 31 июля 1948, Кишинёв, Молдавская ССР, СССР — 30 сентября 1986, Ленинград, СССР) — советский актёр, юморист, эстрадный артист разговорного жанра.

## Биография
Родился в Кишинёве. Девичья фамилия матери артиста — Каплан. В 1969 году Рувим (Рува) Бронштейн окончил Московское государственное училище циркового и эстрадного искусства (эстрадное отделение).
В 1970—1980-е годы работал в Ленинградском государственном концертном объединении «Ленконцерт» в качестве артиста разговорного жанра.
Артист был первым партнёром по сцене Ильи Клявера, позже взявшего псевдоним Олейников, также их дуэт часто ставил эстрадные номера совместно с Владимиром Винокуром. После того, как выступление дуэта «Клявер-Бронштейн» было вырезано из телевизионной версии Всесоюзного конкурса артистов эстрады, по совету Владимира Винокура Рувим Бронштейн взял себе сценический псевдоним Роман Казаков, а Илья Клявер взял псевдоним Олейников.
В 1977 году вместе со своим партнёром по сцене Ильёй Олейниковым Роман Казаков стал лауреатом Всесоюзного конкурса артистов эстрады. Роман Казаков неоднократно участвовал в передаче Центрального телевидения «Вокруг смеха». Наиболее знаменитый эстрадный номер дуэта «Казаков и Олейников», запомнившийся советским телезрителям фразой «Вопрос, конечно, интересный!», принёс артистам всесоюзную известность.
Сотрудничество дуэта «Казаков-Олейников» с Владимиром Винокуром продолжилось в эстрадно-пародийной программе «Нет ли лишнего билетика?», где, например, Винокур, Олейников и Казаков делали номер «Дымовая завеса», в которой вышучивался получивший распространение сценический дым; использовались песни ВИА «Земляне» («Трава у дома»), «Группы Стаса Намина» («Мы желаем счастья вам»), Аллы Пугачевой («Айсберг») и Валерия Леонтьева («Затменье сердца»).
Артист умер в 1986 году (в Ленинграде) от рака лёгких в самом расцвете своих творческих сил. Александр Розенбаум, бывший близким приятелем артиста, написал в память о нём песню «Посвящение Роману Казакову» (вошла в диск «Тёмный концерт», 1988 и грампластинку «Мои дворы», 1987).
Похоронен в Ленинграде.

## Личная жизнь
Жена — Елена, сын — Владислав Казаков.